# Новента-Вичентина
Новента-Вичентина (итал. Noventa Vicentina) — коммуна в Италии, располагается в провинции Виченца области Венето.
Население составляет 8266 человек, плотность населения составляет 359 чел./км². Занимает площадь 23 км². Почтовый индекс — 36025. Телефонный код — 0444.
Покровителями коммуны почитаются святой Вит, а также святые Модест и Крискентия, празднование 15 июня.

## Города-побратимы
- Азиаго, Италия